# Raffaele Ursini
Raffaele Vittorio Ursini (Roccella Ionica, 24 agosto 1926 – Losanna, 7 aprile 2008) è stato un imprenditore italiano.

## Biografia
Raffaele Ursini nacque nel piccolo comune di Roccella Ionica. Ragioniere, entrò alle dipendenze della Liquigas, società chimica leader in Italia nella distribuzione di GPL (Gas di Petrolio Liquefatti), nel 1949, all'età di 23 anni, ricoprendo la funzione di impiegato. A seguito di una rapida carriera, propiziata dalle fortune del suo mentore, Michelangelo Virgillito di Paternò, nel 1955 passò alla direzione generale, dove quattro anni dopo entrò nel consiglio di amministrazione e quindi divenne amministratore delegato.
Negli anni Sessanta con cinque miliardi di lire rilevò il patrimonio di Virgillito e la Liquigas, ampiamente ricapitalizzata, divenne la finanziaria capogruppo di società che operavano in Italia e all'estero in una pluralità di settori, secondo la formula, allora diffusa, della conglomerata. Si avvalse grandemente di crediti agevolati da parte della Cassa per il Mezzogiorno e dell'ICIPU.
La successiva espansione, anche con l'aiuto di Bastogi e Pierrel, fu indirizzata al settore zootecnico, acquisendo la Cip-Zoo, azienda che si dedicava all'allevamento di pollame in batteria. Rilevò poi due aziende quotate in borsa del settore ceramica: la Pozzi e la Richard Ginori, fuse poi in un'unica società, la Pozzi-Ginori, e infine la SAI, acquistata da FIAT e IFI nel 1976, che Ursini fece acquistare dalla SAI stessa.
Costruì a Saline Joniche la Liquichimica Biosintesi, uno stabilimento per produrre proteine da "fermentazione" di idrocarburi, pensate dapprima per la mangimistica di carne commestibile, poi per conigli da pelliccia. Ma lo stabilimento non entrò mai in funzione, con il risultato che i dipendenti rimasero per ben ventitré anni in cassa integrazione.
Tra il 1966 e 1971 gli furono conferite tre onorificenze al merito della Repubblica italiana, tra cui il titolo di cavaliere del lavoro.
Negli anni Settanta la crisi del comparto chimico italiano portò la Liquigas a grosse difficoltà e costrinse Ursini a cedere la società all'Eni e la SAI a Salvatore Ligresti. Dell'affare SAI si occupa l'avvocato Antonino La Russa già avvocato e consigliere di Virgillito.
Nel 1989 Ursini rivendica il possesso delle azioni SAI vendute a Ligresti chiedendone la restituzione o il controvalore di 270 miliardi. Ursini sostenne sempre si fosse trattato di vendita con patto di riscatto. Ligresti, al contrario, ha sempre rivendicato la piena titolarità delle azioni. A prova della malafede di Ligresti Ursini racconta di aver già ottenuto dallo stesso 10 miliardi nell'estate del 1987. La questione finì in Tribunale a Milano che diede ragione a Ligresti.